# فيليب تشوي
فيليب تشوي (بالإنجليزية: Philip Choy)‏ هو مؤرخ ومهندس معماري أمريكي، ولد في 17 ديسمبر 1926، وتوفي في 16 مارس 2017.